# Свети Георги Палирски (Теологос)
„Свети Георги Палирски“ (на гръцки: Αγίου Γεωργίου Παλήρη) е възрожденска православна църква край село Теологос на остров Тасос, Егейска Македония, Гърция, част от Филипийската, Неаполска и Тасоска епархия на Вселенската патриаршия.
Църквата се намира на запад от пътя, който води към Теологос, на около 2,5 km от селото.
Манастир със същото име се е споменат в местността Палирион (Παλήριον) в 1287 година в хрисовул на Андроник II Палеолог, който потвърждава притежанието му от манастира Филотей.
Днешната църква е построена върху по-стар храм преди 1866 година, когато е изписана иконата на Свети Георги. В архитектурно отношение е еднокорабна църква с дървен покрив и трем на запад. Външните размери на сградата са 7х5,04 m, дебелината на стените е 0,65 m, площта е 35,28 m2, а дължината с галерията е 10,2 m. Ширината на трема е 2,78 m. Южната му стена е каменна, като продължение на южната стена на наоса, а от север и запад има дървени стълби и обикновени дървени парапети. Подът е повдигнат на две стъпки по отношение на храма. Вратата е единична дървена. Вътрешността на храма е осветен от един нормален северен правоъггълен и два тесни южни също правоъгълни прозореца, от които единият е в светилището. Подът е покрит с бели плочи.
Иконостасът е висок с две врати. Царските икони от ляво надясно са: северна врата, „Свети Георги“ с надпис „1866. ΑΥΤΗ ΕΙΚΟΝΑ ΤΟΥ ΚΑΛΟΓΕΡΟΥ ΑΠΟ ΤΟ ΑΓΙΟΝ ΟΡΟΣ ΤΟΥ ΑΘΩΝΟΣ ΑΦΕΙΕΡΩΝΕΤΑΙ ΕΙΣ ΝΗΣΟΝ ΘΑΣΟΝ ΧΩΡΙΟΝ ΘΕΟΛΟΓΟΥ ΕΙΣ ΠΑΡΑΚΛΗΣΙΝ ΑΓΙΟΥ ΓΕΩΡΓΙΟΥ ΕΙΣ ΤΟΝ ΔΡΟΜΟΝ ΠΟΥ ΠΗΓΑΙΝΕΙ ΣΙΣ ΤΟΝ ΠΟΤΟΝ ΑΥΓ 5“, „Света Богородица“, „Христос Вседържител“, „Свети Йоан Предтеча“, „Света Троица“.
Апсидата отвън е полукръгла. Отвътре основата ѝ е повдигната и служи за олтар. Протезисът и северната ниша са правоъгълни, а диаконикон няма. Наосът е без таван. Покривът е общ за наоса и трема и е четирискатен с плочи.
Църквата изгоря при пожар в 1985 година и е построена отново.